# Jornada Mundial da Juventude de 2000
A XV Jornada Mundial da Juventude (ou apenas JMJ 2000) foi um encontro da juventude católica realizado entre 15 e 20 agosto de 2000, em Roma, Itália.
A celebração internacional da Jornada Mundial da Juventude em 2000, foi marcada para coincidir com o Jubileu do ano 2000, proclamado pelo Papa João Paulo II, para comemorar 2000 anos desde o nascimento de Jesus Cristo. Isso também se refletiu no tema para as celebrações.
A marca desta Jornada Mundial da Juventude foi a realização da missa de encerramento na Universidade de Roma Tor Vergata.
| Jornada Mundial da Juventude de 2000 | Sim, queridos amigos, Cristo ama-nos, sempre nos ama! Ama-nos mesmo quando O desiludimos, quando não correspondemos às suas expectativas a nosso respeito. Jamais nos fecha os braços da sua misericórdia. | Jornada Mundial da Juventude de 2000 |
| — Papa João Paulo II                 | |                                      |